# Pachycopsis caducata
Pachycopsis caducata är en fjärilsart som beskrevs av Felder 1875. Pachycopsis caducata ingår i släktet Pachycopsis och familjen mätare. Inga underarter finns listade i Catalogue of Life.